# Wakonda (Akon)
Wakonda è un singolo del cantante statunitense Akon, pubblicato il 19 luglio 2019 dall'Akonik Label Group, come secondo singolo d'anticipazione per il suo quinto album in studio Akonda, con una direzione musicale afrobeat.
Il brano è una reinterpretazione comica della hit del 2018 Drogba (Joanna) di Afro B, artista con cui ha collaborato nello stesso album del singolo.

## Tracce
1. Wakonda – 2:25